# Saint-Martin-du-Bec
Saint-Martin-du-Bec és un municipi francès situat al departament del Sena Marítim i a la regió de Normandia. L'any 2007 tenia 601 habitants.

## Demografia

### Població
El 2007 la població de fet de Saint-Martin-du-Bec era de 601 persones. Hi havia 208 famílies de les quals 20 eren unipersonals (8 homes vivint sols i 12 dones vivint soles), 82 parelles sense fills, 102 parelles amb fills i 4 famílies monoparentals amb fills.
La població ha evolucionat segons el següent gràfic:
Habitants censats

### Habitatges
El 2007 hi havia 216 habitatges, 207 eren l'habitatge principal de la família, 7 eren segones residències i 2 estaven desocupats. 211 eren cases i 3 eren apartaments. Dels 207 habitatges principals, 185 estaven ocupats pels seus propietaris i 22 estaven llogats i ocupats pels llogaters; 1 tenia una cambra, 2 en tenien dues, 16 en tenien tres, 45 en tenien quatre i 143 en tenien cinc o més. 177 habitatges disposaven pel capbaix d'una plaça de pàrquing. A 69 habitatges hi havia un automòbil i a 135 n'hi havia dos o més.

### Piràmide de població
La piràmide de població per edats i sexe el 2009 era:
| Homes | Edats   | Dones |
| ----- | ------- | ----- |
| 0     | 95 o +  | 0     |
| 0     | 90 a 94 | 0     |
| 0     | 85 a 89 | 4     |
| 8     | 80 a 84 | 0     |
| 0     | 75 a 79 | 4     |
| 0     | 70 a 74 | 4     |
| 8     | 65 a 69 | 12    |
| 20    | 60 a 64 | 20    |
| 12    | 55 a 59 | 16    |
| 24    | 50 a 54 | 24    |
| 32    | 45 a 49 | 16    |
| 60    | 40 a 44 | 40    |
| 8     | 35 a 39 | 24    |
| 16    | 30 a 34 | 12    |
| 12    | 25 a 29 | 24    |
| 24    | 20 a 24 | 8     |
| 36    | 15 a 19 | 28    |
| 48    | 10 a 14 | 32    |
| 20    | 5 a 9   | 12    |
| 0     | 0 a 4   | 12    |

## Economia
El 2007 la població en edat de treballar era de 445 persones, 290 eren actives i 155 eren inactives. De les 290 persones actives 278 estaven ocupades (152 homes i 126 dones) i 12 estaven aturades (4 homes i 8 dones). De les 155 persones inactives 46 estaven jubilades, 64 estaven estudiant i 45 estaven classificades com a «altres inactius».

### Ingressos
El 2009 a Saint-Martin-du-Bec hi havia 210 unitats fiscals que integraven 595 persones, la mediana anual d'ingressos fiscals per persona era de 21.626 €.

### Activitats econòmiques
Dels 4 establiments que hi havia el 2007, 1 era d'una empresa de construcció, 1 d'una empresa de comerç i reparació d'automòbils i 2 d'empreses classificades com a «altres activitats de serveis».
L'any 2000 a Saint-Martin-du-Bec hi havia 5 explotacions agrícoles.

## Equipaments sanitaris i escolars
El 2009 hi havia una escola elemental.

## Poblacions més properes
El següent diagrama mostra les poblacions més properes.